# Мекокіта (Айова)
Мекокіта (англ. Maquoketa) — місто (англ. city) в США, в окрузі Джексон штату Айова. Населення — 6128 осіб (2020).

## Географія
Мекокіта розташована за координатами 42°3′36″ пн. ш. 90°39′52″ зх. д. / 42.06000° пн. ш. 90.66444° зх. д. (42.060059, -90.664549).  За даними Бюро перепису населення США в 2010 році місто мало площу 11,31 км², з яких 11,22 км² — суходіл та 0,09 км² — водойми.

## Демографія
Згідно з переписом 2010 року, у місті мешкала 6141 особа в 2655 домогосподарствах у складі 1612 родин. Густота населення становила 543 особи/км².  Було 2856 помешкань (252/км²).
Расовий склад населення:
| - 95,0 % — білих - 1,3 % — вихідців з тихоокеанських островів - 0,7 % — чорних або афроамериканців - 0,4 % — корінних американців - 0,3 % — азіатів |

До двох чи більше рас належало 1,7 %. Частка іспаномовних становила 1,8 % від усіх жителів.
За віковим діапазоном населення розподілялося таким чином: 24,4 % — особи молодші 18 років, 56,3 % — особи у віці 18—64 років, 19,3 % — особи у віці 65 років та старші. Медіана віку мешканця становила 41,0 року. На 100 осіб жіночої статі у місті припадало 89,5 чоловіків;  на 100 жінок у віці від 18 років та старших — 84,1 чоловіків також старших 18 років.
Середній дохід на одне домашнє господарство  становив 44 404 долари США (медіана — 39 269), а середній дохід на одну сім'ю — 54 155 доларів (медіана — 48 942). Медіана доходів становила 41 587 доларів для чоловіків та 25 956 доларів для жінок. За межею бідності перебувало 19,9 % осіб, у тому числі 24,7 % дітей у віці до 18 років та 12,1 % осіб у віці 65 років та старших.
Цивільне працевлаштоване населення становило 2766 осіб. Основні галузі зайнятості: роздрібна торгівля — 26,2 %, освіта, охорона здоров'я та соціальна допомога — 20,4 %, виробництво — 17,9 %.